# بيدغل (فارسان)
بيدغل (بالفارسية: بیدگل) هي قرية تقع في قسم ميزدج عليا الريفي في إيران. يقدر عدد سكانها بـ 157 نسمة بحسب إحصاء 2016.